# Ptolemais Hermiou
Ptolemais Hermiou (stgr. Πτολεμαὶς Ἑρμείου Ptolemais Hermeiu) − obok Naukratis i Aleksandrii jedno z trzech greckich polis Egiptu hellenistycznego. Założone ok. 311 p.n.e. przez Ptolemeusza I Sotera w Tebaidzie, w Górnym Egipcie, na zachodnim brzegu Nilu. Obecnie El-Manshâh.
Miasto powstało na miejscu wcześniejszej wioski Souit, która została włączona w jego obręb jako dzielnica rodowitych Egipcjan. Strabon w Geografii pisał, że Ptolemais Hermiou było największym miastem Tebaidy, nie mniejszym niż Memfis, oraz że posiadało samorząd charakterystyczny dla miast greckich (XVII.1.42). W mieście praktykowano kult Zeusa i Dionizosa oraz specyficzny dla okresu hellenistycznego kult władców. Miasto w przeciwieństwie do Aleksandrii i Naukratis nie miało prawa bicia własnej monety.
Na przełomie wieków II i I p.n.e., w związku z nasilającymi się buntami chłopskimi i ogólnym napięciem społecznym w tym regionie, Ptolemais stało się siedzibą dowództwa floty rzecznej, mającej pilnować drożności szlaków komunikacyjnych na Nilu.
W początkach okresu rzymskiego, zarządzeniem Oktawiana Augusta ludność Egiptu podzielona została na hierarchiczne stany. Do najwyższego z nich należeli obywatele rzymscy, a o szczebel niżej od nich uplasowano mieszkańców miast greckich, w tym Ptolemais Hermiou.
Teodore Meliteniotes, bizantyński czternastowieczny astronom twierdził, że z Ptolemais pochodził Klaudiusz Ptolemeusz, aleksandryjski uczony z II wieku n.e. Niestety brak na to jakichkolwiek dowodów.
Obecnie w tym miejscu znajduje się miasto Al-Mansza. W 2006 roku liczyło ono 65 484 mieszkańców.